# Atakapa

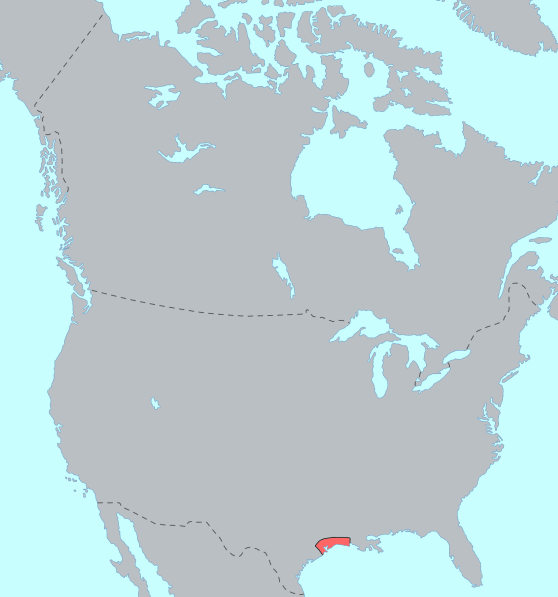
Distribuzione degli Atakapa prima del contatto europeo.

Gli Atakapa (o  Ishaks) sono una tribù di Nativi americani degli Stati Uniti, stanziati lungo la costa del Golfo del Messico prima dell'arrivo degli europei, in un territorio compreso tra il fiume Atchafalaya in Louisiana, e il fiume Trinity e la Baia di Galveston in Texas.